# ロッテ七星飲料

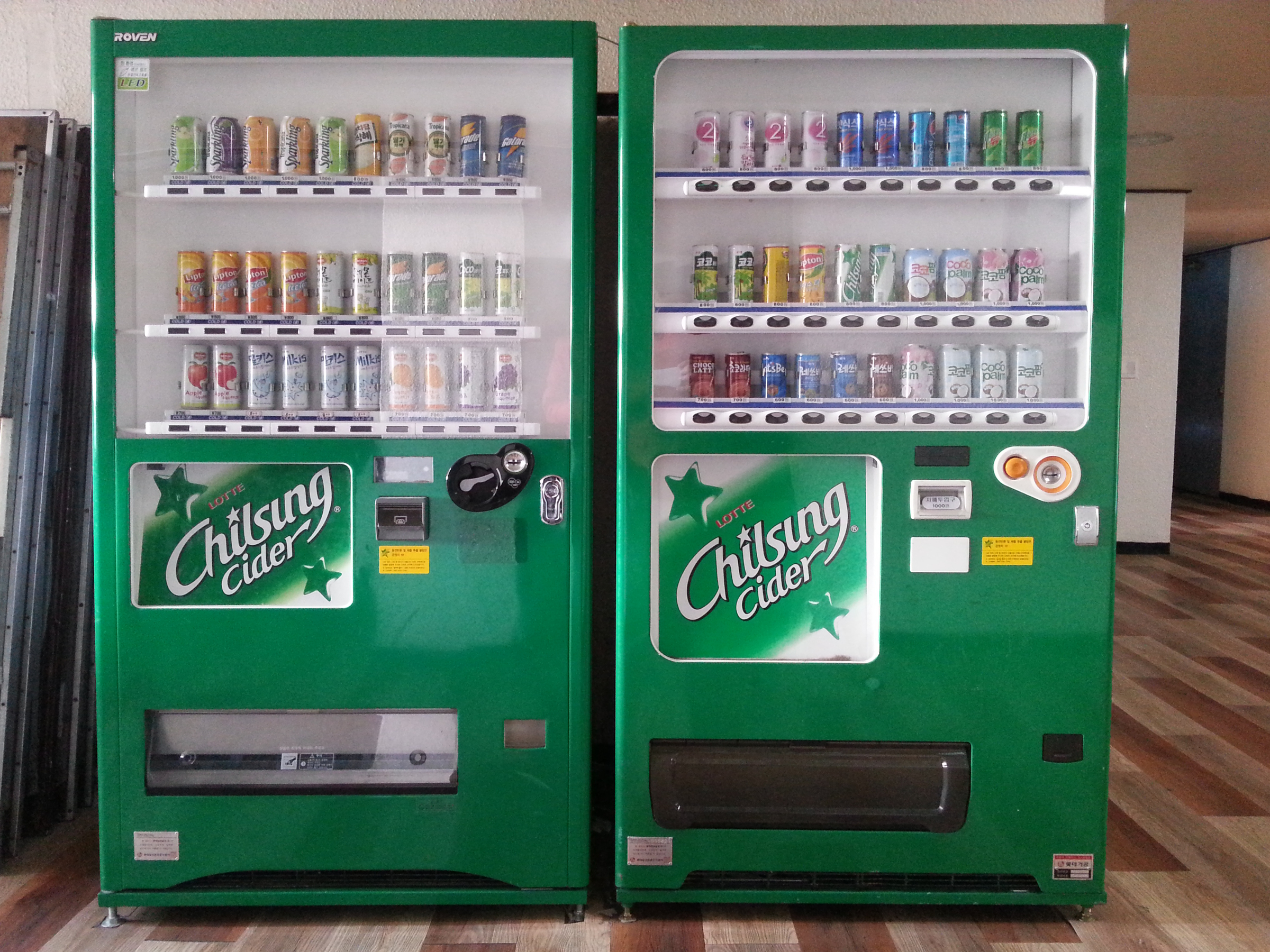
ロッテ七星飲料の自販機

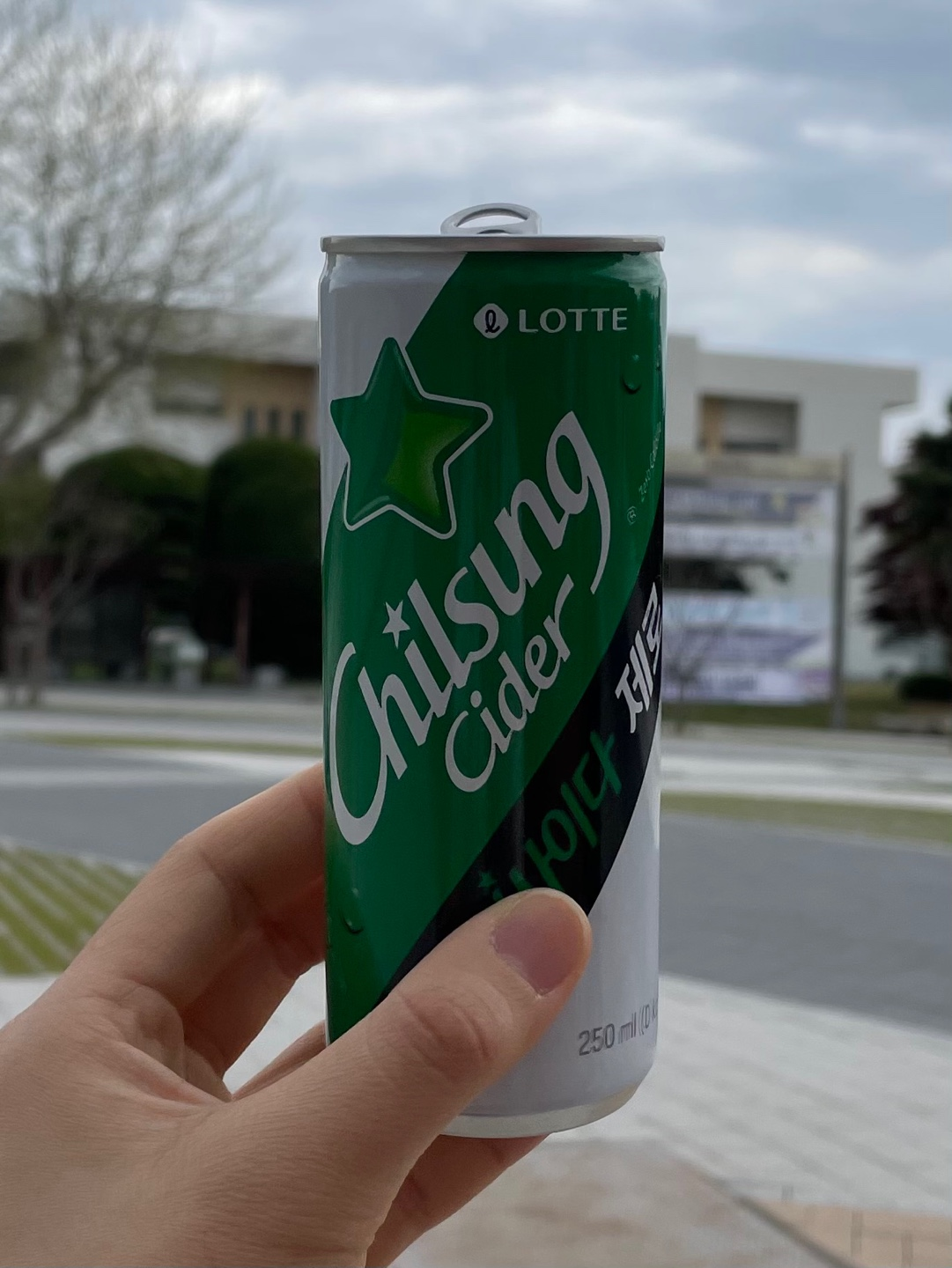
チルソンサイダーゼロ

ロッテ七星飲料株式会社（ロッテチルソンいんりょう、朝: 롯데칠성음료 주식회사、英: Lotte Chilsung Beverage Co., Ltd.）は、韓国ソウル特別市に本社を置くロッテグループの飲料品メーカーである。

## 概要
1950年5月に東方清涼飲料合名会社（トンバンせいりょういんりょう、동방청량음료）として設立され、1967年11月に韓美食品工業株式会社（ハンミしょくひんこうぎょう、한미식품공업）へ変更した後、1970年1月に東方清涼飲料を吸収合併。1974年11月、ロッテグループに買収合併され、1974年12月より現在の社名に至る。
本社はソウル特別市松坡区新川洞のロッテワールドタワーの向かいにあるロッテキャッスルゴールドに位置し、本店は瑞草区瑞草洞の江南駅付近に位置している。
日本法人としてロッテ酒類ジャパン株式会社（ロッテしゅるいジャパン、本社：東京都港区三田1-4-28 三田国際ビル2309号、法人番号：4010401019691）があり、酒類・飲料の日本国内における輸入販売やマーケティングを担当している。

## 歴史
- 1950年5月：東方清涼飲料（名）の設立
- 1967年11月：韓美食品工業（株）と改称
- 1970年1月：東方清涼飲料を吸収合併
- 1973年3月：七星韓美飲料（株）と改称
- 1973年6月：韓国証券取引所へ株式上場
- 1974年11月：ロッテグループの買収
- 1974年12月：ロッテ七星飲料（株）と改称
- 1974年12月：米国ペプシコーラの商標の譲渡[1]
- 1976年8月：眞露がペプシコーラ生産計画を放棄したことにより[2]、ペプシコーラと生産販売契約を再締結
- 1980年3月：日本法人のロッテ酒類ジャパン（株）設立
- 1982年12月：米国デルモンテ・フーズと生産と販売の技術ライセンス提携
- 1989年7月：日本農林規格取得（韓国では初）
- 2001年11月：CJ第一製糖の飲料事業部門を買収、本契約締結
- 2005年9月：中華人民共和国への進出。楽天華邦(北京)飲料有限公司（ロッテファバン飲料）の設立
- 2005年11月：楽天澳的利飲料有限公司（ロッテオーデリ飲料）の設立
- 2011年3月：忠北焼酎を買収
- 2011年10月：（株）ロッテ酒類BGを吸収合併
- 2012年2月：白鶴飲料を買収
- 2016年1月：CH飲料の株式を一部買収
- 2017年10月：ロッテ製菓、ロッテショッピング（朝鮮語版）、ロッテフード（朝鮮語版）の投資部門を分割合併。
- 2017年10月：山清飲料を買収
- 2020年5月：ロッテ酒類（英語版）を買収合併

## 商品

### 現行商品

#### 非酒類部門
- チルソンサイダー
- デルモンテ
- ペプシコーラ
- ゲータレード
- トロピカーナ
- セブンアップ
- ミルキス（朝鮮語版）
- 2％プジョクハルッテ（朝鮮語版）
- カンタタ（朝鮮語版）
- レッツビー（朝鮮語版）
- マウンテンデュー
- ミリンダ
- トレビ（朝鮮語版）
- アイシス（朝鮮語版）
- チャムドゥ（朝鮮語版）
- ホットシックス（朝鮮語版）
- G2
- ソルウェヌン（朝鮮語版）

#### 酒類部門
- チョウムチョロム（朝鮮語版）
- マジュアン（朝鮮語版）
- 清河
- クラウド（朝鮮語版）
- アサヒスーパードライ

### 過去に存在した商品

#### 非酒類部門
- アイルラク（朝鮮語版）

#### 酒類部門
- キャプテンQ（朝鮮語版）